# ديشار زاحف
ديشار زاحف (الاسم العلمي:Pteris reptans) هو نوع نباتي يتبع جنس الديشار من فصيلة الديشارية.